# Achenbach (Siegen)
Achenbach ist ein Gebiet im Stadtteil Alt-Siegen der Stadt Siegen im Kreis Siegen-Wittgenstein, Nordrhein-Westfalen. Es liegt im Bezirk V (West) und etwa fünf Kilometer vom Stadtzentrum entfernt.

## Geschichte
Der Ort Achenbach wurde erstmals am 26. Februar 1307 urkundlich genannt. Auf jenen Tag datiert eine amtlich erwähnte Zeugenaussage des ein Gut im alten Ortskern besitzenden Ritters Gyso von Achinbach.
1925 hatte die Gemeinde Achenbach eine Gesamtfläche von 478,66 ha und zählte 553 Einwohner, davon waren 417 evangelisch, 12 katholisch und 124 gehörten zu anderen Konfessionen. Neben einer Feuerwehr bestand eine Wasserversorgung. Eine Volksschule war eingerichtet. Die Gemeindevertretung zählte sieben Sitze, von denen einer zur SPD und zwei zur DNV gehörten, vier waren parteilos.
Die Gemeinde Achenbach gehörte dem Amt Weidenau an. Am 1. August 1934 wurde ein Teil von Achenbach mit 21 Einwohnern nach Siegen eingemeindet. Der Rest mit 531 Einwohnern folgte am 1. April 1937. Heute hat Achenbach etwa 3000 Einwohner.

### Einwohnerzahlen
Einwohnerzahlen des Ortes:
| Jahr      | 1861 | 1885 | 1895 | 1910 | 1925 | 1937 |
| --------- | ---- | ---- | ---- | ---- | ---- | ---- |
| Einwohner | 135  | 301  | 363  | 424  | 553  | 531  |

## Gliederung
Achenbach besteht aus den näher zu Siegen liegenden Ortsteilen Heidenberg (mit Gewerbepark ab 2002) und Witschert sowie den alten Siedlungskernen Achenbach Ort und Achenbacher Furt.

## Sonstiges
- In Achenbach gibt es eine Ganztagshauptschule.
- Das Dorf konnte im Wettbewerb Unser Dorf hat Zukunft im Jahre 2008 eine Bronzemedaille auf Kreisebene erringen.
- Im Gewerbepark auf dem Heidenberg befindet sich unter anderem die Ikea-Niederlassung Siegens.